# مارک دورنفورد-می
مارک دورنفورد-می (انگلیسی: Mark Dornford-May؛ زادهٔ ۲۹ سپتامبر ۱۹۵۵) یک کارگردان، و فیلم‌نامه‌نویس اهل آفریقای جنوبی است. فیلم او کارمن کایلیتشا برنده خرس طلایی از جشنواره فیلم برلین شده است.